# Phonogaster longigeniculata
Phonogaster longigeniculata är en insektsart som beskrevs av Zheng, Z. 1982. Phonogaster longigeniculata ingår i släktet Phonogaster och familjen gräshoppor. Inga underarter finns listade i Catalogue of Life.